# اندیس آنومالی آغ برزی
آنومالی آغ برزی یک اندیس فلزی است که در حوالی شهر قطور استان آذربایجان غربی قرار دارد و مادهٔ معدنی موجود در آن، طلا است.سنگ میزبان این اندیس شیل اسلیتی، ماسه سنگ، آهک، سنگ‌های ولکانیکی کواترنری است و دیرینگی آن به دوران کرتاسه و کواترنری می‌رسد. در این اندیس، پاراژنز‌های هماتیت، مگنتیت، پیریت، گوتیت، طلا یافت می‌شوند.